# در ردپای مارکو پولو
در ردپای مارکو پولو (به انگلیسی: In the Footsteps of Marco Polo) نام یک فیلم مستند از شبکهٔ پی بی اس است که در سال ۲۰۰۹ آماده شد. این مجموعه دربارهٔ دو دوست است که بر آن شده‌اند تا از راه‌های زمینی و آبی از ونیز به چین سفر کنند و پا جای پای مارکو پولو بگذارند.